# Lothar Emmerich
Lothar Emmerich (Dortmund, 29 de novembre de 1941 - Hemer, 13 d'agost de 2003) fou un futbolista alemany de la dècada de 1960 i entrenador. Fou cinc cops internacional amb la selecció alemanya amb la qual participà en la Copa del Món de futbol de 1966. Pel que fa a clubs, defensà els colors de Borussia Dortmund durant gairebé una dècada. Marcà 115 gols en 183 partits a la Lliga alemanya de futbol.

## Palmarès
Borussia Dortmund
- Lliga alemanya de futbol: 1963
- Copa alemanya de futbol: 1964-65
- Recopa d'Europa de futbol: 1965-66